# 아스트
아스트(Aerospace Technology Of Korea Inc.)는 대한민국의 항공기 부품 기업이다. 본사는 경상남도 사천시 사남면 공단1로 23-65에 위치해 있으며 대표이사는 김두일이다.
한국항공우주산업(KAI)에서 분사하였다

## 상장
2014년 12월 24일 공모가 9,500원에 상장하였다. 

## 같이 보기
- 씨에스윈드

## 참고 문헌
1. ↑  권소현, 아스트, 이스라엘 방산업체와 추가 납품 계약, 이데일리, 2024-07-08
2. ↑  윤서연, 존폐 위기 몰렸던 ‘아스트’, 작년 흑자전환 성공, 인포스톡데일리, 2023.02.10
3. ↑  [https://biz.chosun.com/stock/stock_general/2023/08/24/J27CV3S43FGK7EPXLKZM7E3WGI/ 
김효선, 항공 유망주에서 동전주로 전락한 아스트…힘겨운 회생기, 조선비즈, 2023.08.24]
4. ↑  [깨진 링크(과거 내용 찾기)]